# Такајуки Сузуки
Такајуки Сузуки (јап. 鈴木 隆行; Хитачи, 5. јун 1976) је јапански фудбалер који је играо за Црвену звезду. Играо је све четири утакмице за репрезентацију Јапана на Светском првенству 2002. које је одржано у Јапану и Јужној Кореји, од којих је на прве три био у стартној постави.
Такајуки Сузуки је постигао један гол за Црвену звезду у утакмици купа против Радничког из Ниш која је завршена резултатом 5:0 за београдски тим.
Сузуки је у јануару 2007. напустио Звезду и потписао уговор са јапанском Јокохама Ф. маринос, који је почео да тече од марта 2007.

## Статистика
| Јапан  | Јапан | Јапан |
| Год.   | Ута.  | Гол.  |
| ------ | ----- | ----- |
| 2001   | 10    | 3     |
| 2002   | 13    | 1     |
| 2003   | 4     | 0     |
| 2004   | 18    | 6     |
| 2005   | 10    | 1     |
| Укупно | 55    | 11    |